# مغيرة (اسم)
مغيرة هو اسم علم مذكر من أصل عربي، ومعناه هو المهاجم المقدام ا لمحارب، والمغيرة أيضًا الخيل المهاجمة، وهو مؤنث تأنيثًا مجازيًا.

## الأصل اللغوي
من اصل اغار مغير يغير مغيرة وهو ممنوع من الصرف اذ كان مجردًا.

## شخصيات تحمل الاسم
- المغيرة بن شعبة
- المغيرة بن عبدالله
- مغيرة بن مقسم الضبي

## وصلات خارجية
- موسوعة السلطان قابوس لأسماء العرب